# 馬識途
馬 識途（ば しきと、本名馬 千木、1915年1月17日 - 2024年3月28日）は、中華人民共和国の小説家、政治家。四川省忠県石宝郷出身。巴金、張秀熟、沙汀、艾蕪と共に「蜀中五老」と呼ばれる。

## 略歴
1915年1月17日、四川省忠県石宝郷で生まれる。高校生の時に北京師範大学で魯迅の講義を受けた経験を持つ。1936年7月に国立中央大学工学院化学工学部に合格した。大学で、馬識途はひそかに中国共産党の地下党の指導する南京学連小組に参加した。1937年冬、鄂豫皖辺区党訓班に入って勉強した。1938年3月に中国共産党入党。1939年、鄂西特委書記に就任。1941年に皖南事変後重慶に行き、その後昆明市で西南聯合大学中国語学科に合格した。1946年、川康特委副書記に転出。
1949年以降、川西区党委員会組織部副部長、四川省建設庁庁長、建設委員会主任、中国科学院西南分院党組書記、中国共産党中央西南局宣伝部副部長、科学委員会副主任などを歴任した。1962年に中国作家協会に加入した。1972年、四川省党委員会宣伝部副部長に任命。1978年には中国科学院成都分院副院長、党組副書記に転任する。2020年7月5日、馬識途は四川省成都市で「封筆告白」を発表し、封筆を宣言した。
2024年3月28日午後7時25分に死去。享年109歳。

## 著書
- (中国語) 『馬識途文集』. 四川省成都市: 四川文芸出版社. (2018). ISBN 9787541146848
- (中国語) 『在地下』. 四川省成都市: 四川文芸出版社. (2019). ISBN 9787541154058
- (中国語) 『找紅軍』. 四川省成都市: 四川文芸出版社. (2019). ISBN 9787541154041
- (中国語) 『夜譚十記』. 北京市: 人民文学出版社. (1983)
- (中国語) 『夜譚續記』. 北京市: 人民文学出版社. (2020). ISBN 9787020139262
- (中国語) 『西窗鎖言』. 江蘇省蘇州市: 江蘇鳳凰文芸出版社. (2019). ISBN 9787559436061

## 映像化された作品
- 『さらば復讐の狼たちよ』 - 出演：グォ・ヨウ、チョウ・ユンファ、カリーナ・ラウ、チェン・クン、フー・ジュン、チョウ・ユン。監督：チアン・ウェン。